# 陈俊宏 (篮球运动员)
陈俊宏（英語：Chun Hong Ting，1996年5月8日—），綽號美美，馬來西亞男子籃球運動員，現效力於大馬籃球聯賽森美兰金群利金鹿。
陈俊宏出生於馬來西亞雪蘭莪州雪邦县，國小二年級時因為姐姐的關係開始打籃球，14歲國中二年級時進入森美兰的青訓計劃。2019-20賽季陈俊宏再次被租借到吉隆坡猛龙參加東南亞職業籃球聯賽。2024年10月14日，陈俊宏以亞洲外籍球員身份租借到東亞超級聯賽澳門黑熊，在過往吉隆坡猛龙隊友阿提諾牽線下加盟。12月18日，陈俊宏重返大馬籃球聯賽森美兰金群利金鹿，陈俊宏代表澳門黑熊出賽四場東亞超級聯賽，場均挹注5.3分、3.0籃板。
陈俊宏的爺爺曾開過一家名為「美美」的理髮店，因此爺爺被人稱作「美美」，陈俊宏起初就讀國小時被同學叫作「美美的孫子」，之後索性被稱為「美美」直到今日。

## 外部連結
- 陈俊宏在fiba.basketball（英语）
- 陈俊宏在archive.fiba.com（archived）（英语）
- 陈俊宏在fiba3x3.com（英语）
- 陈俊宏在Eurobasket.com（球員）（英语）
- 陈俊宏在RealGM（英语）
- 陈俊宏在Flashscore（英语）
- 陈俊宏在Global Sports Archive（英语）